# Waldrach
Waldrach est une municipalité de la Verbandsgemeinde Ruwer, dans l'arrondissement de Trèves-Sarrebourg, en Rhénanie-Palatinat, dans l'ouest de l'Allemagne.
Le nom du lieu a été changé à plusieurs reprises dans ses écrits au cours des siècles. Le lieu est appelé « Valeriacum » dans les actes de Charlemagne (802), et Otton Ier du Saint-Empire (949). Probablement dérivé du nom “Valère”, l'un des trois premiers évêques de Trèves.